# Коротя Володимир Геннадійович
Володи́мир Генна́дійович Коро́тя (позивний «Повстанець»; нар. 15 жовтня 1987) — український письменник, громадський діяч, військовослужбовець, старший лейтенант[джерело?] Збройних сил України, учасник російсько-української війни. Депутат Бучанської міської ради (2020). Лицар ордена Богдана Хмельницького III ступеня (2023), кавалер ордена «За мужність» III ступеня (2022). Командир 1-го стрілецького батальйону 3-ї окремої штурмової бригади.

## Життєпис
До 2014 року — харчовий технолог.
У 2014—2016 роках вступив добровільно у Збройні сили України. Брав участь в бойових діях у складі розвідвзводу одного з батальйонів 10-ї окремої гірсько-штурмової бригади на сході України. Демобілізувався в 2016 році. Будував сонячні електростанції в Україні та Євросоюзі .
Під час повномасштабного російського вторгнення в Україну 24 лютого 2022 року створив та очолив Добровольчу ротно-тактичну групу «Ірпінь», завдяки якій російським окупантам не вдалося прорвати оборону добровольців у районі ТЦ «Жираф» м. Ірпінь.
Учасник оборони Ірпеня, Бучі, Бахмута, Кліщіївки, Андріївки.
У 2023 році увійшов до ТОП-100 найвпливовіших людей Київщини.

## Доробок
Автор книжок «Пригоди фантома» (2020) та «Роздуми фантома про державотворення» (2022).

## Нагороди
- Орден Богдана Хмельницького III ступеня (14 березня 2023) — за особисту мужність і самовіддані дії, виявлені у захисті державного суверенітету та територіальної цілісності України[13];
- Орден «За мужність» III ступеня (12 серпня 2022) — за особисту мужність і самовіддані дії, виявлені у захисті державного суверенітету та територіальної цілісності України, вірність військовій присязі[14];
- Орден «Народний Герой України» (2023)[4];
- Медаль «За сприяння воєнній розвідці України» ІІ ступеня[джерело?];
- Відзнаки «За заслуги перед містом Буча», «За заслуги перед містом Ірпінь», «Орден добровольця», «Кров за Україну», «Захисник Вітчизни», Головнокомандувача та Генерального штабу Збройних сил України «За участь в АТО»; «За вірність українському народу»; Міністерства оборони України «Вогнепальна зброя» (8 травня 2023)[джерело?].

## Військові звання
- молодший лейтенант (27.06.2022)[15];
- сержант (до 2022).